# 无边寺
37°25′20″N 112°33′06″E / 37.42222°N 112.55167°E
无边寺位于中国山西省晋中市太谷区老城内西南部的南寺街10号，2006年被列为第六批全国重点文物保护单位。

## 历史
无边寺始建于西晋泰始八年（272年），北宋治平年間（1064年至1067年）重修后改称“普慈寺”，元祐五年（1090年）续修并建塔，俗称白塔。清同治年间大火后仅存白塔，光绪三十年（1904年）至三十二年（1906年）重修后复称无边寺。

## 建筑
无边寺坐北朝南，共有三进院落，占地3960平方米，中轴线上有山门及倒座戏台、四明亭、白塔、天王殿（过殿）、大雄宝殿（正殿），两侧有厢房、观音殿（东配殿）、地藏殿（西配殿）、碑廊、藏经阁等建筑，其院落布局具有中国早期寺院的典型特征。
白塔位于第二进院落，建于北宋元祐五年（1090年），是寺内最古老的建筑遗存，也是全寺的视觉中心。这是一座楼阁式空心塔，八角形平面，仿木结构，外七层，内九层。总高43米。每层均有出檐，檐下砖雕仿木斗拱，形成重檐效果。塔内设木质楼梯。

## 保护
2006年5月25日，无边寺公布为第六批全国重点文物保护单位，为古建筑类，编号6-361。
- 白塔远景
- 山门
- 山门倒座戏台
- 山门倒座戏台上看白塔
- 塔刹
- 塔身
- 四明亭
- 白塔底层南面
- 白塔北侧的天王殿
- 天王殿北侧的大雄宝殿
- 天王殿东侧的观音殿
- 天王殿西侧的地藏殿